# Erik Dahlström (arkitekt)
Per Erik Gudmar Dahlström, född 17 december 1928 i Nyköping, död 18 december 2012 i Lidingö, var en svensk arkitekt. 
Dahlström, som var son till länsnotarie Erik Dahlström och Walda Hogner, avlade studentexamen 1948, reservofficersexamen 1951 och utexaminerades från Kungliga Tekniska högskolan 1955. Han blev kapten i ingenjörstruppernas reserv 1965.
Dahlström arbetade som arkitekt på Wehlin-Carlssons arkitektkontor 1954–1956, hos arkitekt David Helldén 1957, var chef för arkitektavdelningen AB Byggplanering R. Wale & Co i Stockholm 1958–1966 och avdelningsdirektör vid Byggnadsstyrelsen från 1967. 
Bland de objekt som Dahlström ritade, återfinns TCO-huset i Stockholm, DuPont i Märsta och Facitfabriken i Åtvidaberg.